# 阿尔瓦拉德霍德尔昆德
阿尔瓦拉德霍德尔昆德，是西班牙卡斯蒂利亚-拉曼恰昆卡省的一个市镇。总面积55平方公里，总人口384人（2001年），人口密度7人/平方公里。